# کنه گالی
کنه گالی (نام علمی: Aceria) نام یک سرده از فراراستهُ کنه‌شکلان است.